# Bochot-Nunatak
Der Bochot-Nunatak (englisch; bulgarisch Бохотски нунатак Bochotski nunatak) ist ein 1120 m hoher Nunatak im westantarktischen Ellsworthland. Er ragt 13,7 km nordöstlich des Mount Weems, 10,93 km östlich des Pastrogor Peak, 15,96 km südöstlich des Lanz Peak und 5,27 km nordnordwestlich des Ostruscha-Nunataks aus dem Eisschild am Nordostrand der Sentinel Range im Ellsworthgebirge auf.
US-amerikanische Wissenschaftler kartierten ihn 1961. Die bulgarische Kommission für Antarktische Geographische Namen benannte ihn 2014 nach der Ortschaft Bochot im Norden Bulgariens.